# Eglé och Annett
Eglé och Annett är en dikt från år 1800 skriven av Carl Gustaf af Leopold. Det var den dikt som han själv såg som sin främsta.

## Innehåll
Dikten skildrar två unga vackra flickor, den högvälborna fröken Eglé och den fattiga prästdottern Annett, som fick bli lekkamrat åt Eglé och uppfostrades tillsammans med henne. De två flickorna var oskiljaktiga, ända tills de gifte sig, båda inom sitt stånd.
Eglé lever i lyx och överflöd, men åren går och hon börjar ledsna på den fina världens flärd och inre tomhet. Hon och hennes make har också under sina jäktande liv kommit ifrån varandra och de blir till sist ömsesidigt otrogna.
| ” | Eglé blev sjuk av sorg, dess färger föllo av; med harm emot sig själv, med vämjelse för världen, hon levde i sitt hus till slut som i en grav. | „ |

I denna sorgsna stämning kommer hon att tänka på sin barndomsvän och beslutar sig för att hälsa på henne. Hon finner Annett som lycklig maka och mor i ett lantligt paradis, fylld av verksamhetslust. Det är Annetts lycka att själv sköta hem och barn. Då förstår Eglé att den sanna lyckan ligger i att själv uppfylla sina plikter och inte i att få kasta dem på andra. Hon återvänder hem med föresatsen att börja ett nytt och mer gagnerikt liv. Hon håller sin föresats, återvinner sitt sinneslugn och sin makes hjärta och blir ett mönster för en lycklig maka och moder.